# رودني غرين (عداء سريع)
رودني غرين (بالإنجليزية: Rodney Green) هو عداء سريع باهاماسي، ولد في 8 ديسمبر 1985.

## وصلات خارجية
- رودني غرين على موقع الاتحاد الدولي لألعاب القوى (الإنجليزية)